# Oberhonnefeld-Gierend
Oberhonnefeld-Gierend é um município da Alemanha localizado no distrito de Neuwied, estado da Renânia-Palatinado.
Pertence ao Verbandsgemeinde de Rengsdorf.